# Адана Демирспор
«Адана Демирспор» (тур. Adana Demirspor) — турецкий футбольный клуб из города Адана, с сезона 2021/22 выступающий в Суперлиге. Домашние матчи проводит на новом, открытом 12 февраля 2021 стадионе «Нью Адана Стэдиум», вмещающем более 33 тысяч зрителей.
Всего в розыгрышах Суперлиги клуб провёл 19 сезонов, самая длительная серия из которых, 11 чемпионатов, пришлась на период 1973—1984 годов. После клуб выступал с переменным успехом, то выбывая из Суперлиги, то вновь возвращаясь в неё. В сезоне 2021/22 «Адана Демирспор» вернулся в Суперлигу спустя 27 лет, но в сезоне 2024/25 обратно выбыл в Первую лигу. Наивысшим достижением клуба является 4-е место в чемпионате 2022/23.

## История
Клуб был основан 21 декабря 1940 года правлением железных дорог Турции как мультиспортивное объединение, включающее, помимо футбола, секции лёгкой атлетики, велоспорта, борьбы, плавания и водного поло. Название клуба Demirspor буквально переводится как «железнодорожный спорт».
Футбольный клуб «Адана Демирспор» стартовал в сезоне 1960/61, в главной профессиональной лиге Турции, образованной в 1959 году. При этом остальные 19 из 20 клубов лиги были из Стамбула, Анкары или Измира, и «Адана Демирспор» стал первым клубом в истории лиги, не представлявшим один из этих трёх городов. «Адана Демирспор» стал худшей командой по итогам чемпионата, сумев одержать лишь 3 победы при 12 ничьих в 38 матчах. Следующий раз в элите турецкого футбола команда появилась в сезоне 1973/74, где к тому времени уже выступал «Аданаспор». На протяжении последующих 10 лет «Адана Демирспор» играл роль середняка Первой лиги Турции, лучшим результатом клуба стало 6-е место в сезоне 1981/82. Кроме того, в 1979 году «Адана Демирспор» достиг финала Кубка Турции, где по сумме двух матчей уступил «Трабзонспору» (0:3 в гостях и 0:0 дома). А по итогам чемпионата 1983/84 «Адана Демирспор» вместе с земляками, клубом «Аданаспор», покинул Первую лигу.
Выиграв Группу А Второй лиги в сезоне 1986/87, «Адана Демирспор» завоевал повышение в элиту турецкого футбола. Два сезона команде удавалось финишировать в середине турнирной таблицы Первой лиги, но в чемпионате 1989/90 клуб выступал в качестве безнадёжного аутсайдера и выбыл по его итогам во Вторую лигу. Однако в ней он не задержался и, уверенно выиграв Группу С, спустя год вернулся в элитную лигу. Но стремительное возвращение обернулось таким же стремительным выбыванием из Первой лиги по итогам сезона 1991/92. Следующий раз и последний (по состоянию на сезон 2015/16) «Адана Демирспор» выступал в элите турецкого футбола в чемпионате 1994/95, где занял последнее место, набрав всего 15 очков в 34 матчах, что было вдвое меньше, чем даже у двух других аутсайдеров турнира.
Впоследствии «Адана Демирспор» выбывал и в третий дивизион, который с образованием Суперлиги, стал именоваться Второй лигой. Из неё клуб смог выбраться лишь по итогам сезона 2011/12, когда по итогам плей-офф завоевал себе место в Первой лиге, второй в системе футбольных лиг Турции. В сезонах 2013/14 и 2014/15 «Адана Демирспор» боролся в плей-офф за выход в Суперлигу, но в обоих случаях оступался в полуфинале. В сезоне 2015/16 «Адана Демирспор» вновь участвовал в плей-офф за повышение в классе, на этот раз уступив в финале «Аланьяспору» лишь в серии пенальти.
С 1969 по 1974 год за «Адана Демирспор» выступал знаменитый турецкий футболист и тренер Фатих Терим.

## Текущий состав
| 18 | Флаг Боснии и Герцеговины | Вр  | Горан Карачич                          | 1996 |  |  |  |  |  |
| 39 | Флаг Турции               | Вр  | Ведат Каракуш                          | 1998 |  |  |  |  |  |
|    |                           |     |                                        |      |  |  |  |  |  |
| 3  | Флаг Турции               | Защ | Абдуррахим Дурсун                      | 1998 |  |  |  |  |  |
| 4  | Флаг Турции               | Защ | Семих Гюлер                            | 1994 |  |  |  |  |  |
| 5  | Флаг Турции               | Защ | Самет Акайдын (вице-капитан)           | 1994 |  |  |  |  |  |
| 15 | Флаг Северной Македонии   | Защ | Йован Манев (в аренде из «Брегалницы») | 2001 |  |  |  |  |  |
| 16 | Флаг Турции               | Защ | Исмаил Чокчалиш                        | 2000 |  |  |  |  |  |
|    |                           |     |                                        |      |  |  |  |  |  |
| 6  | Флаг Турции               | ПЗ  | Мустафа Капы                           | 2002 |  |  |  |  |  |
| 20 | Флаг Турции               | ПЗ  | Эмре Акбаба                            | 1992 |  |  |  |  |  |

| 50 | Флаг Турции     | ПЗ  | Эрхун Озтюмер    | 1991 |  |  |  |  |  |
|    |                 |     |                  |      |  |  |  |  |  |
| 11 | Флаг Нигерии    | Нап | Дэвид Акинтола   | 1996 |  |  |  |  |  |
| 17 | Флаг Казахстана | Нап | Абат Аймбетов    | 1995 |  |  |  |  |  |
| 26 | Флаг Турции     | Нап | Юсуф Сары        | 1998 |  |  |  |  |  |
| 27 | Флаг Грузии     | Нап | Гиорги Хабулиани | 2004 |  |  |  |  |  |
| 28 | Флаг Турции     | Нап | Салих Кавразлы   | 2002 |  |  |  |  |  |
| 46 | Флаг Камеруна   | Нап | Самюэль Нонго    | 2004 |  |  |  |  |  |
| 58 | Флаг Анголы     | Нап | Маэстро          | 2003 |  |  |  |  |  |
| 70 | Флаг Турции     | Нап | Берк Йылдыз      | 1996 |  |  |  |  |  |

## Форма

### Домашняя
| 2021/22 | 2022/23 | 2023/24 |

### Гостевая
| 2021/22 | 2022/23 | 2023/24 |

### Резервная
| 2021/22 | 2022/23 | 2023/24 |

Источники:,